# ルビー天禄
ルビー天禄（ルビーてんろく、1955年11月25日 - 2022年4月15日）は、大阪在住のマジシャン、お笑い芸人。

## 人物
大阪府立東淀川高等学校、龍谷大学卒業。
大阪市北区にある天神橋6丁目、通称「天六」出身で芸名の由来となっている。
イリュージョンマジック、ステージマジック、テーブルマジックをこなし、国内でのホテルディナーショーや、海外でのマジックコンベンションなどにも出演。
1994年10月19日にテーブルマジックが楽しめるマジックバー・バーノンズバーを大阪北新地にオープン。
マーカーで口ひげを書いて、「トレビあ〜ん」「〜ざます」と言いながらマジックをする自称フランス人ムッシュ・ピエールも、ここバーノンズバー出身で、ルビー天禄の弟子でもある。
ステージショーの前に数名のマジシャンが各テーブルを回るホッピングショーを行うスタイルを2000年ごろから行い、この手法を確立した人物とされる
2009年7月27日にステージマジックが楽しめるマジックバー・マジックステージ106をオープンした（2015年2月閉店）。
2022年4月、弟子のムッシュ・ピエールのブログで交通事故死していたことが発表された。